# John Cazale
John Holland Cazale (* 12. August 1935 in Revere, Massachusetts; † 13. März 1978 in New York City) war ein US-amerikanischer Schauspieler. Er erarbeitete sich im Laufe seiner kurzen Filmkarriere einen Ruf als führender Charakterdarsteller. Einem breiten Publikum wurde Cazale durch die Darstellung des Fredo Corleone in den preisgekrönten Filmen Der Pate und Der Pate – Teil II bekannt.

## Leben und Werk
Als Sohn von John und Cecilia Cazale studierte er Schauspiel am Oberlin College und der Boston University. Er begann seine Laufbahn als Theaterschauspieler und wurde durch seine Rolle des Gupta im Stück The Indian Wants the Bronx (1967) ein gefeierter Off-Broadway-Star. Cazale spielte im Stück Line (1972), als der Casting Director des Films Der Pate, Fred Roos, eine Aufführung besuchte und ihn sofort für die Rolle des Fredo Corleone vorsah. „Wir suchten damals nach einem Fredo, und ich hatte keine Ahnung, wer John Cazale war. Er hat mich umgehauen. Zu Francis Ford Coppola sagte ich: ‚Das ist Fredo, wir müssen nicht weiter suchen, das ist er‘.“
Regisseur Coppola gab Cazale tatsächlich die Rolle des Fredo – dem schwächlichen und unzuverlässigen Sohn des Paten Don Corleone. Al Pacino übernahm die Rolle von Fredos Bruder Michael Corleone. Der Pate wurde zu einem Welterfolg und machte Cazale schlagartig als Filmschauspieler bekannt. Cazale nahm die Rolle des Fredo 1974 in Der Pate – Teil II wieder auf. Coppola war so beeindruckt von Cazale, dass er dem Part des Fredo Corleone im zweiten Teil der Trilogie mehr Raum gab.
Eine weitere Rolle übernahm Cazale in Coppolas Der Dialog, der beim Filmfestival in Cannes 1974 den Grand Prix als bester Film gewann. Für Hundstage war er als Bester Nebendarsteller für den Golden Globe nominiert. Ab 1976 war Cazale in einer Beziehung mit seiner Schauspielkollegin Meryl Streep. Neben seiner Filmkarriere spielte Cazale weiterhin Theater.
Im Alter von vierzig Jahren erkrankte der Schauspieler an Lungenkrebs, dennoch nahm er die Rolle in Die durch die Hölle gehen (The Deer Hunter) an. Sein Gesundheitszustand zwang den Regisseur Michael Cimino, die Szenen mit ihm zuerst abzudrehen. Als die Produktionsfirma Universal von Cazales Krankheit erfuhr, wollte sie ihn zunächst ersetzen. Doch nach Protesten der Crew verwarfen sie das Vorhaben. Meryl Streep, die in Die durch die Hölle gehen ebenfalls mitwirkte, hat ihn anschließend bis zu seinem Tod gepflegt.
Cazale wurde zu einer Legende des amerikanischen Kinos und seine Darstellungen wurden von der Kritik nahezu einhellig gelobt. Eine lange Karriere als einer der führenden Charakterdarsteller Hollywoods schien vorgezeichnet. Die fünf Kinofilme, in denen er auftrat, wurden alle zu Klassikern und erhielten auch alle eine Nominierung für den Oscar als Bester Film. Drei davon, Der Pate, Der Pate – Teil II und Die durch die Hölle gehen, gewannen diese Auszeichnung und weitere Oscars. 
Über John Cazale wurde ein Dokumentarfilm mit dem Titel I Knew It Was You: Rediscovering John Cazale gedreht, der 2009 veröffentlicht wurde. Der Film enthält Interviews unter anderem mit Al Pacino, Meryl Streep, Robert De Niro, Gene Hackman, Richard Dreyfuss, Francis Ford Coppola, Sam Rockwell, Steve Buscemi, Philip Seymour Hoffman und Sidney Lumet. In Der Pate III (1990) wurden Archivaufnahmen von ihm verwendet.

## Filmografie
- 1962: The American Way (Kurzfilm)
- 1968: Heiße Spuren (N.Y.P.D., Fernsehserie, Folge The Peep Freak)
- 1969: The Box (Kurzfilm, Tätigkeit als Kameramann)
- 1972: Der Pate (The Godfather)
- 1974: Der Dialog (The Conversation)
- 1974: Der Pate – Teil II (The Godfather Part II)
- 1975: Hundstage (Dog Day Afternoon)
- 1978: Die durch die Hölle gehen (The Deer Hunter)